# 錯誤相関
錯誤相関（さくごそうかん、英: Illusory correlation）は、相関がないデータに相関があると思い込んでしまう現象。一般に、統計上の少数グループと稀な（一般にネガティブな）振る舞いを間違って関連付けるという形でよく見られる。錯誤相関は、2つの変数間のリンクを過大評価する傾向があるとき発生する。しかし、実際の相関はほとんど存在しない。これは、変数が奇妙な傾向を示したり、通常から逸脱しているために、注意を引き付けることで発生する。これはステレオタイプが形成され持続する一因である。David Hamilton と Terrence Rose (1980) は、ステレオタイプによって人々が特定グループと特色が結びつくことを期待するようになり、そのような相関が実際に起きる頻度を過大評価するようになることを発見した。人々は、ステレオタイプ化されたグループとステレオタイプ的振る舞いという変数間の関係を過大評価する。
Chapman と Chapman (1971) は、この現象を精神診断的サインとの関連で研究した。その研究によると、投影テストは精神疾患の診断には不向きであるにもかかわらず、テスト結果と特定の属性間に錯誤相関を持っているため、一部の心理学者はこれを使い続けている。例えば、白紙に人物を描かせる投影テストがある。一部の心理学者は、大きな目の人物を描く患者と偏執病との間に相関があると信じている。そのような相関は全く存在しないが、意図的に無相関のデータを学生に示すと、心理学者が信じているのと同じ錯誤相関を見出してしまう。
このバイアスは、様々な事象の中で目立つユニークな事象によって引き起こされる。例えば、「私が鉛筆を忘れてくると、必ずテストがある」というようなことである。これは当人が非常に不運でない限り、錯誤相関と思われる（非常に不運である場合も、錯誤相関である）。テストの際に何回か鉛筆を忘れた経験によって、錯誤相関が生まれる（そのような経験は強く記憶されるため、記憶の中で目立つから）。